# Grünenplan
Grünenplan è una frazione (Ortsteil) del comune di Delligsen, nel land della Bassa Sassonia, in Germania.

## Storia
Già comune autonomo, fu soppresso e incorporato a Delligsen il 1º aprile 1974.